# ボーイング797
ボーイング 797
- 用途：旅客機
- 製造者： アメリカ合衆国（ボーイング社）
- 運用状況：開発中

ボーイング797（Boeing 797）は、アメリカ合衆国のボーイング社が開発を構想している次世代中型ジェット旅客機の仮称。ボーイング757の一部の後継となる予定だが、2025年3月現在もなお開発はスタートしていない。
2020年1月には、ボーイング737MAXの運行停止問題の影響をうけ、計画を白紙化し、再検討することが発表された。

## 概要
2004年にボーイング757の生産が終了してから後継機の開発は空白で、ボーイング737-10が部分的にこの需要を満たす予定だった。このキャパシティと航続距離を持つ（≒大西洋横断が可能な）旅客機の需要は少ないが確実に存在し、ボーイング社から後継機が販売されないのであればエアバスA320neo（中でも757と旅客数・航続距離が近いA321LR）の導入を検討する航空会社も少なからずあった。
胴体や主翼などには炭素繊維複合材を多用することによって軽量化し、同時にコックピットを737MAXなどと共通化することにより、乗員の訓練、転換費用の低減を企図する。
機内に2通路を設け、乗客収容能力は220～270人、航続距離は最長で5,200海里（約9,620km）で、10時間超の路線への導入が可能とみられ、2017年にパリ航空ショーで予想図が発表された。航空会社への最初の納入は2025年頃の予定で、需要は20年余で4,000機以上を予定していたが、前述の通りその後構想は白紙に戻っている。

## エンジン
エンジンはロールス・ロイストレントの発展型とプラット・アンド・ホイットニー PW1000Gの発展型が予定されるが、GE・アビエーションはエンジンの独占供給ができないのであれば参画しないとしている
イギリスのEU離脱問題がウルトラファンと呼ばれる新型エンジンの開発での核心技術と減速ギヤ技術の多くが、EU諸国が協力して推進中の“欧州クリーン・スカイ航空研究計画(pan-European Clean Sky aeronautics research program)”で行われているため、影響を及ぼす可能性が懸念される。2014年に開始されたこの計画では「クリーン・スカイ2」の段階で45億ドルが投入されていて、このうち20億ドルはEUが負担して、残りは各企業が拠出しており、イギリスは、EU離脱を表明しているものの、2020年までの分担金は払い込み済みなので、それまでは留まることができるが、その後の「クリーン・スカイ3」では不明。

## 競合機種
- エアバス A321neo
- エアバス A320neo